# Outcast (film 1917)
Outcast è un film muto del 1917 diretto da Dell Henderson e interpretato da Anna Murdock, David Powell, Catherine Calvert, Richard Hatteras, Jules Raucourt.
Primo adattamento per lo schermo di Outcast di Hubert Henry Davies, un lavoro teatrale messo in scena a Londra il 2 settembre 1914 e rappresentato dal novembre 1914 al marzo 1915 al Lyceum Theatre di New York con protagonista Elsie Ferguson.

## Trama
Abbandonata dal suo seduttore che la lascia per sposare una donna più vecchia ma molto ricca, Miriam Gibson è costretta a prostituirsi, anche per trovare sostentamento al bambino di cui è diventata madre. Ma il piccolo muore e Miriam si reca allora a Londra, dove diventa l'amante e la governante di un avvocato, Geoffrey Sherwood. Sherwood, lasciato per un baronetto dalla fidanzata Valentine, si è dato al bere per dimenticare.
Miriam spera di sposare Geoffrey, ma Valentine - infelice con il suo baronetto - torna a flirtare con l'ex fidanzato e i due riprendono la loro relazione. Ben presto, però, Geoffrey si rende conto della superficialità della donna che oltretutto non vuole divorziare dal marito. Geoffrey torna da Miriam, tenera e affettuosa, e la sposa in Scozia. Poi, i due sposi partono per Buenos Aires per cominciare insieme una nuova vita.

## Produzione
Fu la prima produzione dell'Empire All Star Corp., una piccola compagnia che, dal 1917 al 1918, produsse una decina di film.

## Distribuzione
Distribuito dalla Mutual Film (Mutual Star Productions), la pellicola uscì nelle sale cinematografiche statunitensi il 10 settembre 1917.

## Versioni cinematografiche diOutcast
- Outcast, regia di Dell Henderson (1917) - con Anna Murdock e David Powell
- Crepuscolo d'amore (Outcast), regia di Chester Withey (1922) - con Elsie Ferguson e David Powell
- Outcast, regia di William A. Seiter (1928) - con Corinne Griffith e James Ford
- The Girl from 10th Avenue, regia di Alfred E. Green (1935) - con Bette Davis e Ian Hunter